# Bryan Edwards (calciatore)
Bryan Edwards (Woodlesford, 27 ottobre 1930 – 21 giugno 2016) è stato un allenatore di calcio e calciatore inglese, di ruolo centrocampista.

## Carriera

### Giocatore
Esordisce tra i professionisti nella stagione 1947-1948, all'età di 17 anni, con la maglia del Bolton, club della prima divisione inglese. Rimane nel club per le successive 18 stagioni, 17 delle quali (tutte tranne l'ultima) trascorse ininterrottamente in prima divisione. Durante la sua permanenza al club vince tra l'altro anche una FA Cup nella stagione 1957-1958 (servendo tra l'altro l'assist per il gol dell'1-0 finale a Nat Lofthouse) ed un Charity Shield l'anno seguente. In carriera con la maglia del Bolton (unico club in cui abbia mai giocato) ha collezionato complessivamente 518 partite ufficiali tra campionato e coppe (483 delle quali in campionato), segnando in totale 8 reti; è il sesto giocatore di tutti i tempi per numero di partite ufficiali giocate con la maglia del Bolton.

### Allenatore
Tra il 1965 ed il 1971 ha lavorato come vice di vari club professionistici (Blackpool, Preston N.E. e Plymouth).
Dal 1º novembre 1971 al 17 gennaio 1975 ha allenato il Bradford City: nella sua prima stagione i Bantams arrivano ultimi in terza divisione, mentre negli anni seguenti militano in quarta divisione. Successivamente lavora come vice all'Huddersfield Town e come allenatore delle giovanili al Leeds Utd. Tra il 1978 ed il 2000 è nuovamente al Bradford City, dove lavora per oltre 2 decenni come collaboratore tecnico (e, per un periodo, anche come fisioterapista).

## Palmarès

### Giocatore

#### Competizioni nazionali
- Coppa d'Inghilterra: 1

Bolton: 1957-1958
- FA Charity Shield: 1

Bolton: 1958